# Luschariberg
Der Luschariberg (italienisch Monte Santo di Lussari, slowenisch Svete Višarje und friaulisch Mont Sante di Lussari) ist ein 1790 Meter hoher Berg in den Julischen Alpen. Er ist ein Teil der Gemeinde Tarvis und der Fraktion Camporosso.

## Wallfahrtsort
Nach einer Legende fand ein junger Hirte auf der Anhöhe des Luscharibergs eine Statue Marias mit dem Kind, als er die Schafe zurück ins Tal führte. Er brachte die Statue zum Pfarrer, der sie im Pfarrhof aufbewahrte. Die Statue fand jedoch immer wieder ihren Weg auf den Berg. In Absprache mit dem Patriarchen von Aquileia wurden an der Fundstelle um 1360 eine Kapelle und im 16. Jahrhundert eine Kirche gebaut, die über die Jahre zum Ziel vieler Pilger wurde.
Aufgrund der bergigen Lage war die Kirche anfangs nur in den Sommermonaten geöffnet. Als Öffnungs- und Schließungsdatum dienten der Festtag der Geburt von Johannes dem Täufer (24. Juni) und der erste Sonntag im Oktober. Auf dem nur zu Fuß erreichbaren Berg entstanden ein Pfarrhof und ein Gasthof, in dem die Pilger übernachten konnten. Zudem waren auch Priester für die Beichte und Messfeiern anwesend. In Folge der Josephinischen Reformen und 1915 während des Ersten Weltkriegs wurde die Kirche zweimal zerstört. Durch die neue Grenzziehung infolge der Pariser Friedenskonferenz geriet der Pilgerstrom ins Stocken, was die Renovierung der Kirche erschwerte. Die Kontrolle über den Luschariberg geriet vermehrt in öffentliche Hand, was zur Entstehung von Souvenirgeschäften und Restaurants führte.
In der 2. Hälfte des 20. Jahrhunderts erlebte der Wallfahrtsort mit dem Bau einer Gondelbahn einen Aufschwung. Zahlreiche Jubiläen sowie der zunehmende Wintersporttourismus führten zudem zu einer wachsenden Bekanntheit.
Neben der Kirche befindet sich eine Gedenktafel an Siegfried Gödl, den langjährigen Pfarrer in Eibiswald, St. Oswald, St. Lorenzen und Soboth, der am 15. Juli 2019 bei einer Fußwallfahrt am Aufstieg zum Monte Lussari verstarb.

## Skigebiet
Der Luschariberg ist ein Teil des Skigebiets „Monte Lussari / Tarvisio“. Insgesamt führen eine Gondelbahn, acht Sessellifte und vier kleinere Skilifte zu den 13 verschiedenen Pisten. Das Skigebiet weist 24 Pistenkilometer auf.

## Radsport
Im Jahr 2023 wurde der Luschariberg erstmals vom Giro d’Italia befahren. Im Rahmen der 20. Etappe führte ein Einzelzeitfahren von Tarvis auf die Anhöhe des Berges. Die Auffahrt erfolgte vom Val Saisera, von dem eine 7,5 Kilometer lange Straße über elf Kehren auf den Luschariberg führt. Die Steigung lag im Schnitt bei 12,1 %, wobei die ersten fünf Kilometer eine durchschnittliche Steigung von 15,3 % aufwiesen und Passagen von bis zu 22 % beinhalteten. Auf den letzten 2,5 Kilometern flacht die Straße etwas ab, ehe im Finale ein weiterer Abschnitt mit 22 % befahren werden musste. Der Slowene Primož Roglič übernahm mit dem Etappensieg einen Tag vor dem Ende der Rundfahrt die Gesamtwertung von Geraint Thomas, obwohl er im Anstieg einen technischen Defekt hatte und kurzzeitig vom Rad absteigen musste. Er absolvierte den Anstieg in einer Zeit von 30 Minuten und 34 Sekunden, was einer durchschnittlichen Geschwindigkeit von 15,3 km/h entspricht.
| Jahr | Etappe     | Bergwertung  | Fahrer        | Auffahrt    |
| ---- | ---------- | ------------ | ------------- | ----------- |
| 2023 | 20. Etappe | 1. Kategorie | Primož Roglič | Val Saisera |